# 文公 (斉)
文公（ぶんこう、？ - 紀元前804年）は斉（姜斉）の第10代君主。厲公の子。

## 生涯
厲公9年（前816年）、厲公が暴虐だったため、斉の国人たちは胡公の子を立てようと、厲公を攻め殺した。しかしその際、胡公の子も戦死したので、斉の国人たちは厲公の子である赤（せき）を立てて斉君とした（以降は「文公」と表記する）。
文公は即位すると、父を殺した者70人を誅殺した。
文公12年（前804年）、文公が薨去し、子の脱が立って斉君（成公）となった。

## 史料
- ウィキソースに以下の原文があります。
  - 『史記』　卷三十二 齊太公世家 第二
- 史記（繁体字中国語）